# Aérotrain 02
L'Aérotrain Expérimental 02 est un prototype d'Aérotrain guidé à grande vitesse conçu par la société Bertin & Cie. Il se déplace sur coussin d'air et est propulsé par un réacteur Pratt & Whitney JT12 sur une voie en béton à un seul rail. Il a été testé sur la voie d'essai de Gometz-la-Ville (France).

## Historique
Jean Bertin, ingénieur français, a modernisé le concept du coussin d’air, initialement développé au XIXe siècle, en exploitant l’air sous pression pour soulever un véhicule et lui permettre de se déplacer au-dessus du sol ou de l’eau. En combinant cette technologie avec un moteur, il a démontré la faisabilité d’un mode de transport innovant. Le projet de l’Aérotrain prend racine dans un brevet déposé le 26 juin 1962 par Jean Bertin et Paul Guienne, alors chef du département d'aérodynamique externe chez Bertin & Cie. Conçu comme une alternative rapide et efficace aux trains classiques, l’Aérotrain s’inscrivait dans une époque de forte industrialisation et de progrès technologique, où la quête de vitesse et d’optimisation des infrastructures était essentielle.
L’Aérotrain 02 a été développé dans le cadre d’un programme de recherche soutenu par l’État français et la société de l’Aérotrain. Un contrat signé le 31 mars 1967 entre la Délégation à l’Aménagement du Territoire et à l’Action Régionale (DATAR), le ministère de l’Équipement et la société Bertin & Cie prévoyait un financement de 4,5 millions de francs par l’État, complété par une participation de 1,5 million de francs de l’industriel. L'Aérotrain 02 a été conçu pour tester les hautes vitesses. Basé sur la voie utilisée par l'Aérotrain 01 , ce modèle à deux places se distinguait par son profil aérodynamique et sa motorisation renforcée. L’Aérotrain 02 a permis d’évaluer la stabilité, l’aérodynamisme et les performances à grande vitesse de ce mode de transport sur coussin d'air. Grâce aux essais menés sur la voie expérimentale en T inversé de 6,7 km de Gometz-le-Châtel, il a contribué à l’amélioration des technologies employées sur les modèles ultérieurs, notamment en vue d’une éventuelle application au transport de passagers.
Les essais du véhicule ont débuté en mai 1968, atteignant une vitesse de plus de 300 km/h lors des premières expérimentations. Le 22 janvier 1969, l’Aérotrain 02 a établi un record de vitesse de 422 km/h, grâce à l’ajout d’une fusée d’appoint générant une poussée de 500 kg.
En 1974, l'Aérotrain 02 est également utilisé pour des expérimentations menées par d'autres entreprises, notamment par Sud-Aviation pour le développement des silencieux de l'avion de ligne supersonique Concorde.

## Caractéristiques

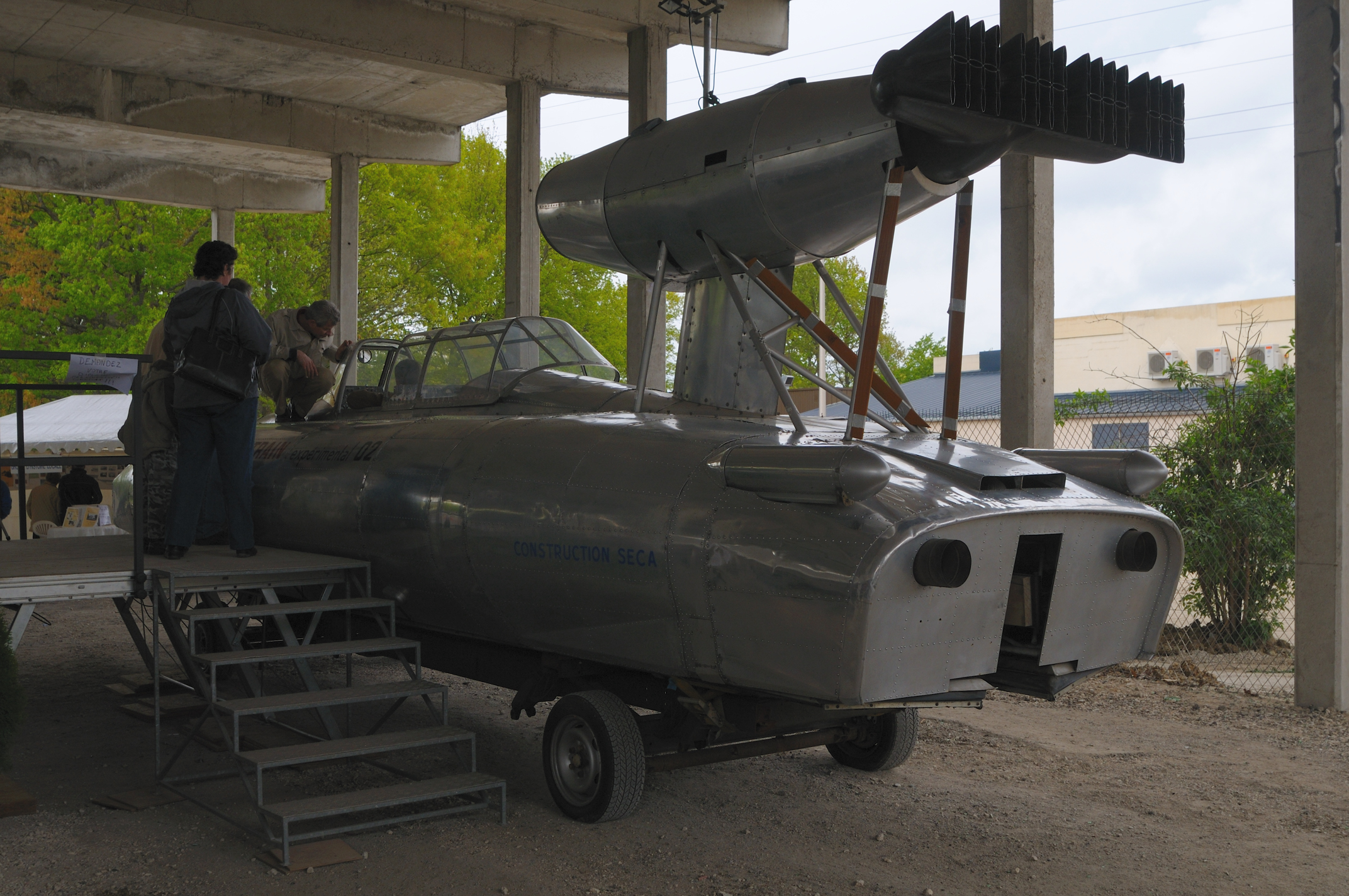
L'Aérotrain 02 sur son châssis de transport à roulettes

L’Aérotrain 02 est équipé d'un réacteur Pratt & Whitney JT 12 offrant une poussée de 1 250 kg. Deux turbines Palouste, conçues par Turboméca, assurent la sustentation. À l’image de son prédécesseur, il intègre des composants issus de la grande production. Certains éléments proviennent directement de modèles d’aéronefs, comme sa canopée, empruntée à un Nord 3202. Le poste de pilotage de l'Aérotrain 02 présente des caractéristiques inspirées de l'aéronautique, avec un accès à bord par un escalier, semblable à celui des chasseurs, permettant de descendre directement dans le cockpit. L'appareil, biplace, est conçu pour un pilote et un opérateur placé derrière le pilote. Le siège, positionné bas, offre une visibilité limitée de la voie une fois installé. La planche de bord comporte de nombreux cadrans et commandes, notamment à droite pour le pilotage du réacteur et à gauche pour le contrôle des turbines, utilisées pour maintenir l'effet de sol. Elle comprend également un compteur de vitesse gradué jusqu'à 450 km/h, rappelant certains aspects de la conception automobile.

## Postérité
En 2016, l'Aérotrain 02 a été déplacé de l'ancien parking de la société Bertin à Plaisir, où il était exposé aux intempéries, pour être restauré dans un hangar à Satory, près de Versailles. Depuis, il est occasionnellement exposé lors d'événements tels que les Journées du patrimoine. L'Aérotrain expérimental 02 bénéficie également d'une protection au titre des Monuments historiquesdepuis le 13 juillet 2023,.